# Список объектов всемирного наследия ЮНЕСКО в Венесуэле
В спи́ске объе́ктов Всеми́рного насле́дия ЮНЕ́СКО в Венесуэле значатся 3 наименований (на 2010 год), это составляет 0,2 % от общего числа (1248 на 2025 год). 2 объекта включены в список по культурным критериям, 1 объект — по природным.
Кроме этого, по состоянию на 2010 год, 3 объекта на территории государства находятся в числе кандидатов на включение в список всемирного наследия. Первый объект на территории Венесуэлы был занесён в список в 1993 году на 17-й сессии Комитета всемирного наследия ЮНЕСКО.

## Список
Объекты расположены в порядке их добавления в список всемирного наследия. Если объекты добавлены одновременно, то есть на одной сессии Комитета всемирного наследия ЮНЕСКО, то объекты располагаются по номерам.
| # | Изображение | Название                                                           | Местоположение                      | Время создания   | Год внесения в список | №   | Критерии         |
| - | ----------- | ------------------------------------------------------------------ | ----------------------------------- | ---------------- | --------------------- | --- | ---------------- |
| 1 |             | Санта-Ана де Коро и его порт Santa Ana de Coro                     | Штат Фалькон                        | 1527             | 1993                  | 658 | iv, v            |
| 2 |             | Национальный парк Канаима Parque Nacional Canaima                  | Штат Боливар                        | 1962             | 1994                  | 701 | vii, viii, ix, x |
| 3 |             | Университетский городок в Каракасе Ciudad Universitaria de Caracas | Федеральный столичный округ Каракас | середина XX века | 2000                  | 986 | i, iv            |

## Предварительный список
В таблице объекты расположены в порядке их добавления в предварительный список.
| # | Изображение | Название                                                                                  | Местоположение | Время создания | Год внесения в предварительный список | №    | Критерии    |
| - | ----------- | ----------------------------------------------------------------------------------------- | -------------- | -------------- | ------------------------------------- | ---- | ----------- |
| 1 |             | Ла-Гуайра La Guaira                                                                       | Штат Варгас    | 1589           | 1999                                  | 1306 | ii,iii,iv,v |
| 2 |             | Гасиенда Чуао Hacienda Chuao                                                              | Штат Арагуа    | XVI век        | 2002                                  | 1635 | ?           |
| 3 |             | Сьюдад-Боливар в сужении реки Ориноко исп. Ciudad Bolívar en la angostura del río Orinoco | Штат Боливар   | 1764           | 2003                                  | 1804 | ?           |